# 1274

## Události
- 19. březen – na hradě Rožmberk došlo k setkání většiny tehdy žijících příslušníků rodu Vítkovců, kteří zde mimo jiné projednávají postup proti českému králi Přemyslovi Otakaru II.
- 7. květen – začalo jednání 2. lyonského koncilu
- květen – na májové dětské slavnosti se Dante Alighieri setkává ve věku devíti let s Beatrice
- prosinec – Přemysl Otakar II. ustanovuje Milotu z Dědic jako zemského hejtmana ve Štýrsku
- první neúspěšná mongolská invaze Japonska

## Narození
- únor – Ludvík z Toulouse, francouzský světec z dynastie Anjouvců († 19. srpna 1297)
- 11. července – Robert I., skotský král († 7. června 1329)
- ? – Erik VI., král dánský († 13. listopadu 1319)
- ? – Kateřina z Courtenay, hraběnka z Valois a titulární konstantinopolská císařovna († 1307/1308)

## Úmrtí
- 7. března – Tomáš Akvinský, teolog (*1225)
- 26. června – Naṣīr al-Dīn al-Ṭūsī, perský učenec (* 18. února 1201)
- 15. července – Svatý Bonaventura, italský františkánský filozof a teolog (* 1221)
- 27. července – Jindřich I. Navarrský, král Navarry a hrabě ze Champagne a Brie (* cca 1240)
- 12. srpna – Tu-cung, čínský císař říše Sung (* 2. května 1240)
- 15. srpna – Robert de Sorbon, francouzský teolog, zakladatel Sorbonny (* 9. října 1201)
- 28. listopadu – Filip Kastilský, kastilský princ (* 1231)

## Hlava státu
- České království – Přemysl Otakar II.
- Svatá říše římská – Rudolf I. Habsburský – Alfons X. Kastilský
- Papež – Řehoř X.
- Anglické království – Eduard I.
- Francouzské království – Filip III.
- Polské knížectví – Boleslav V. Stydlivý
- Uherské království – Ladislav IV. Kumán
- Byzantská říše – Michael VIII. Palaiologos